# Мордовське Давидово
Мордо́вське Дави́дово (рос. Мордовское Давыдово, ерз. Давыд веле) — село у складі Кочкуровського району Мордовії, Росія. Адміністративний центр Мордовсько-Давидовського сільського поселення.

## Населення
Населення — 256 осіб (2010; 272 у 2002).
Національний склад (станом на 2002 рік):
- мордва — 60 %